# Kohleria hirsuta
Kohleria hirsuta är en tvåhjärtbladig växtart som först beskrevs av Carl Sigismund Kunth, och fick sitt nu gällande namn av Eduard August von Regel. Kohleria hirsuta ingår i släktet Kohleria och familjen Gesneriaceae.

## Underarter
Arten delas in i följande underarter:
- K. h. hirsuta
- K. h. longipes

## Bildgalleri

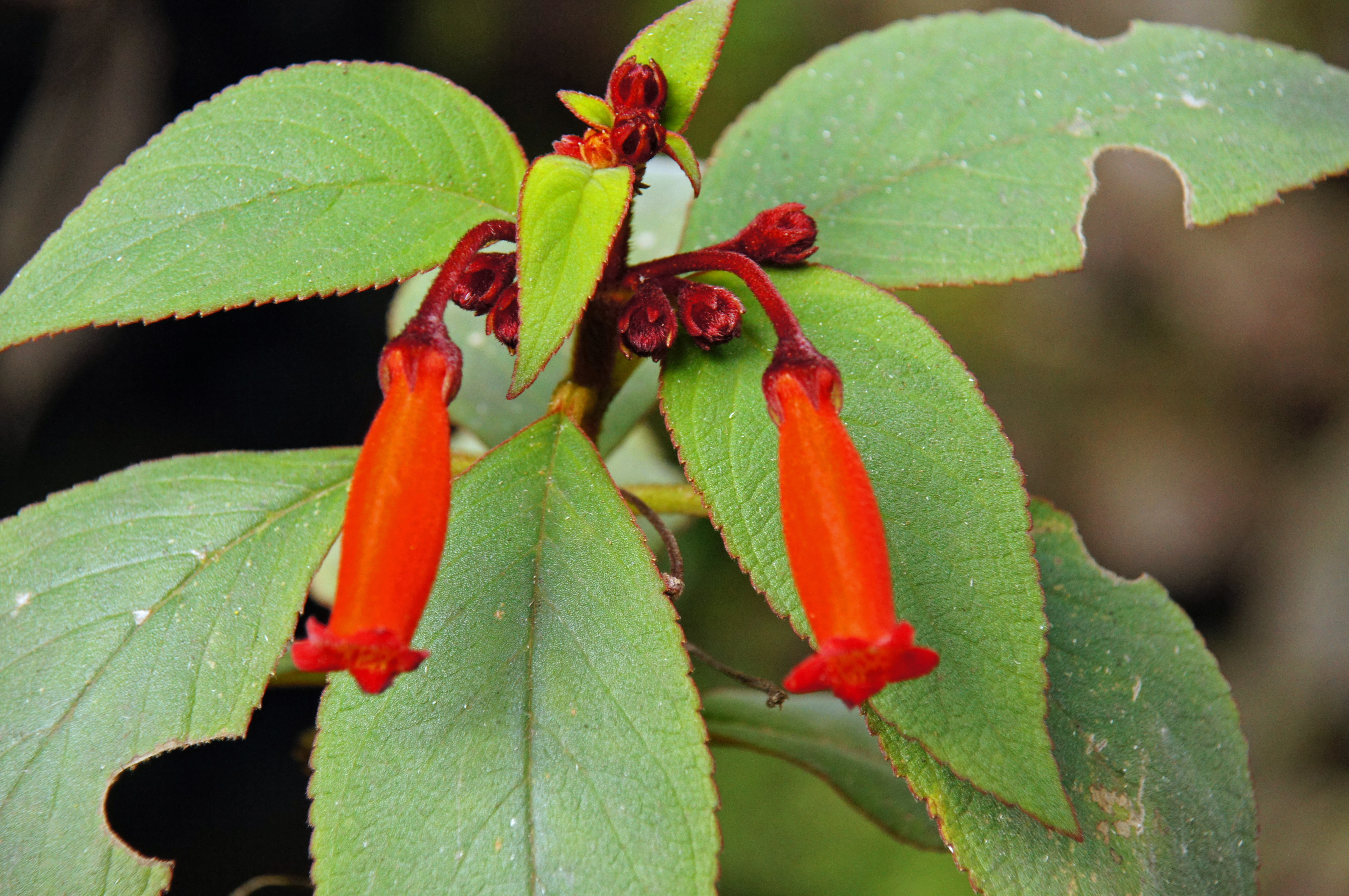
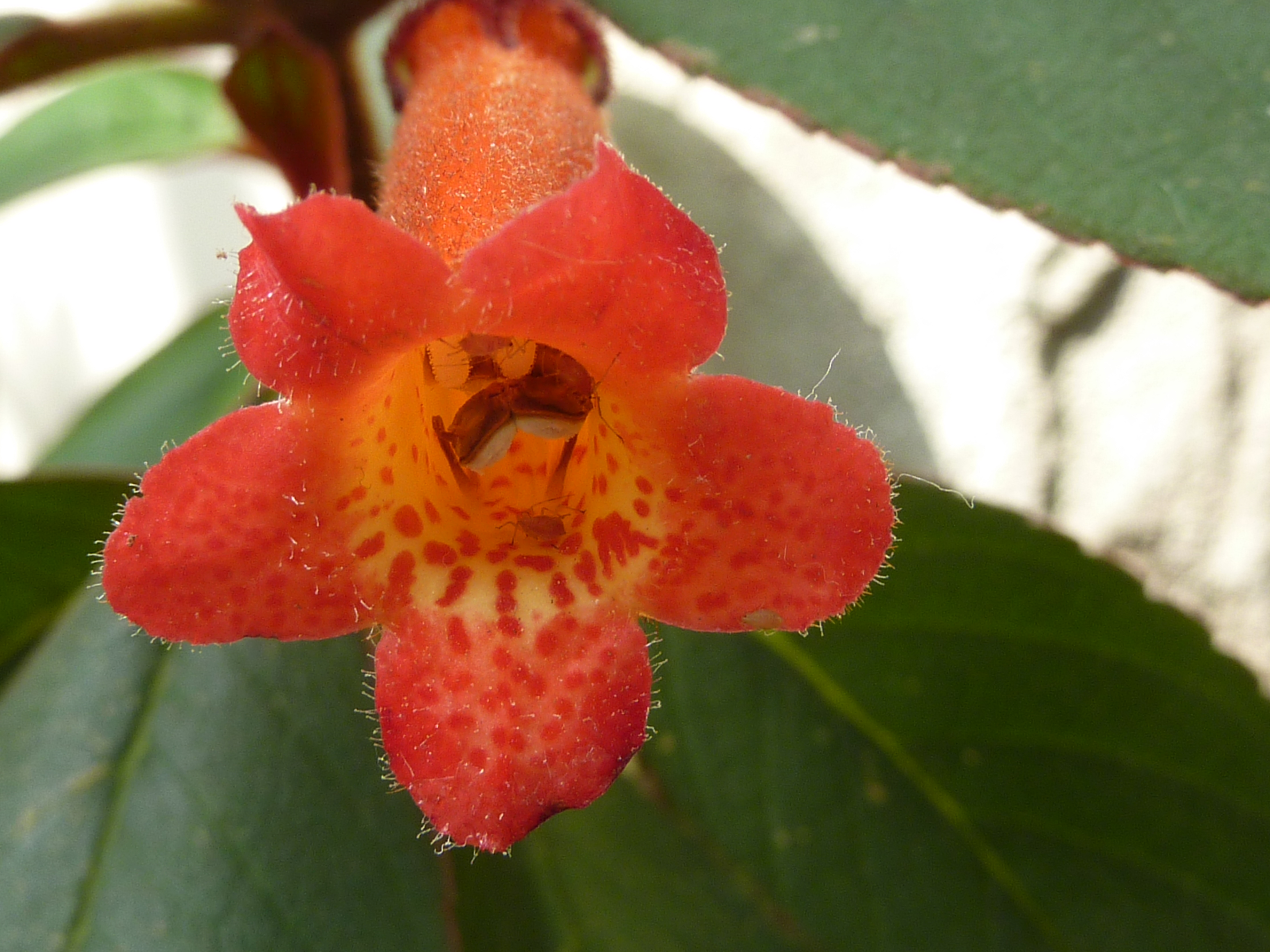
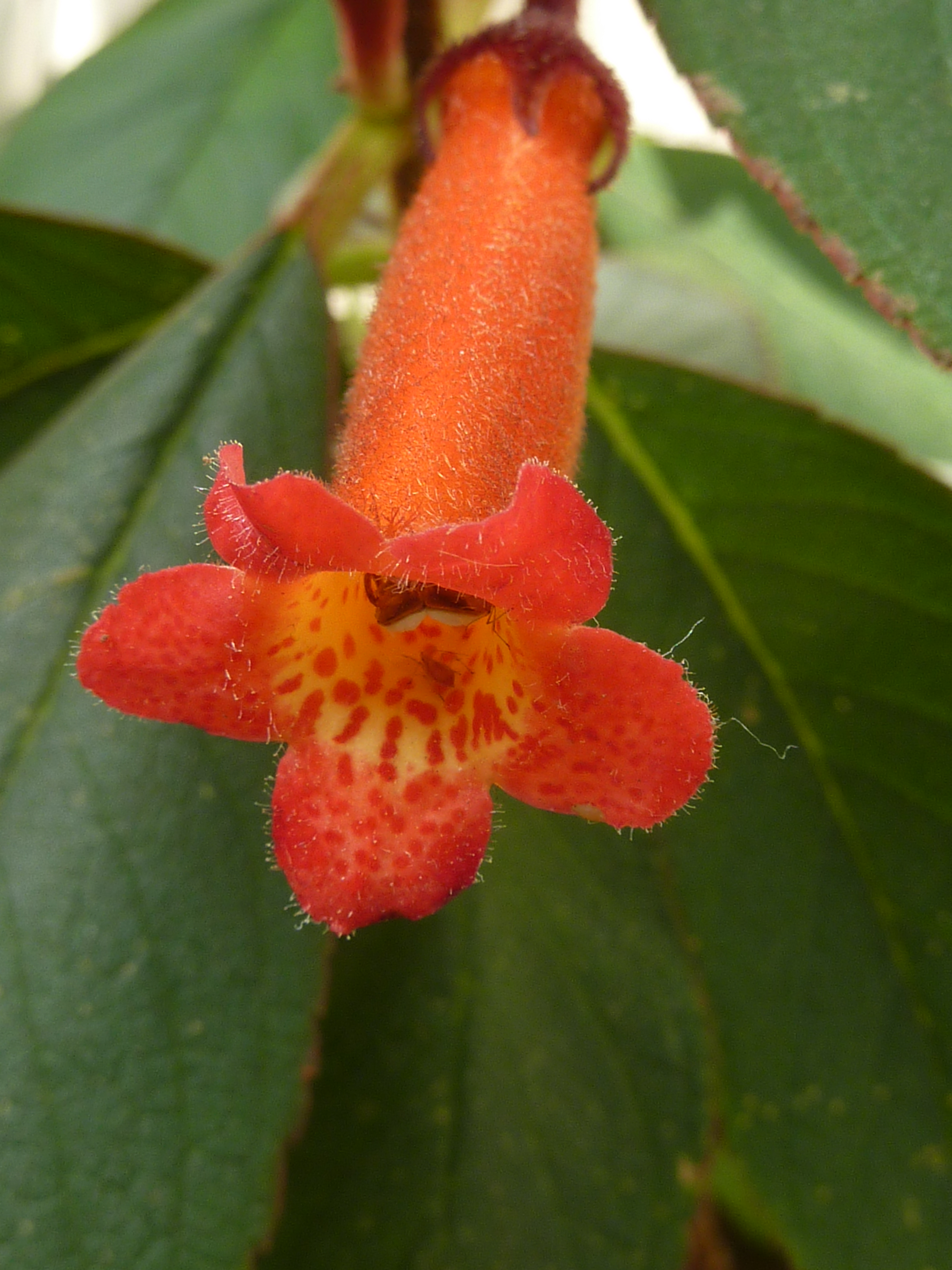
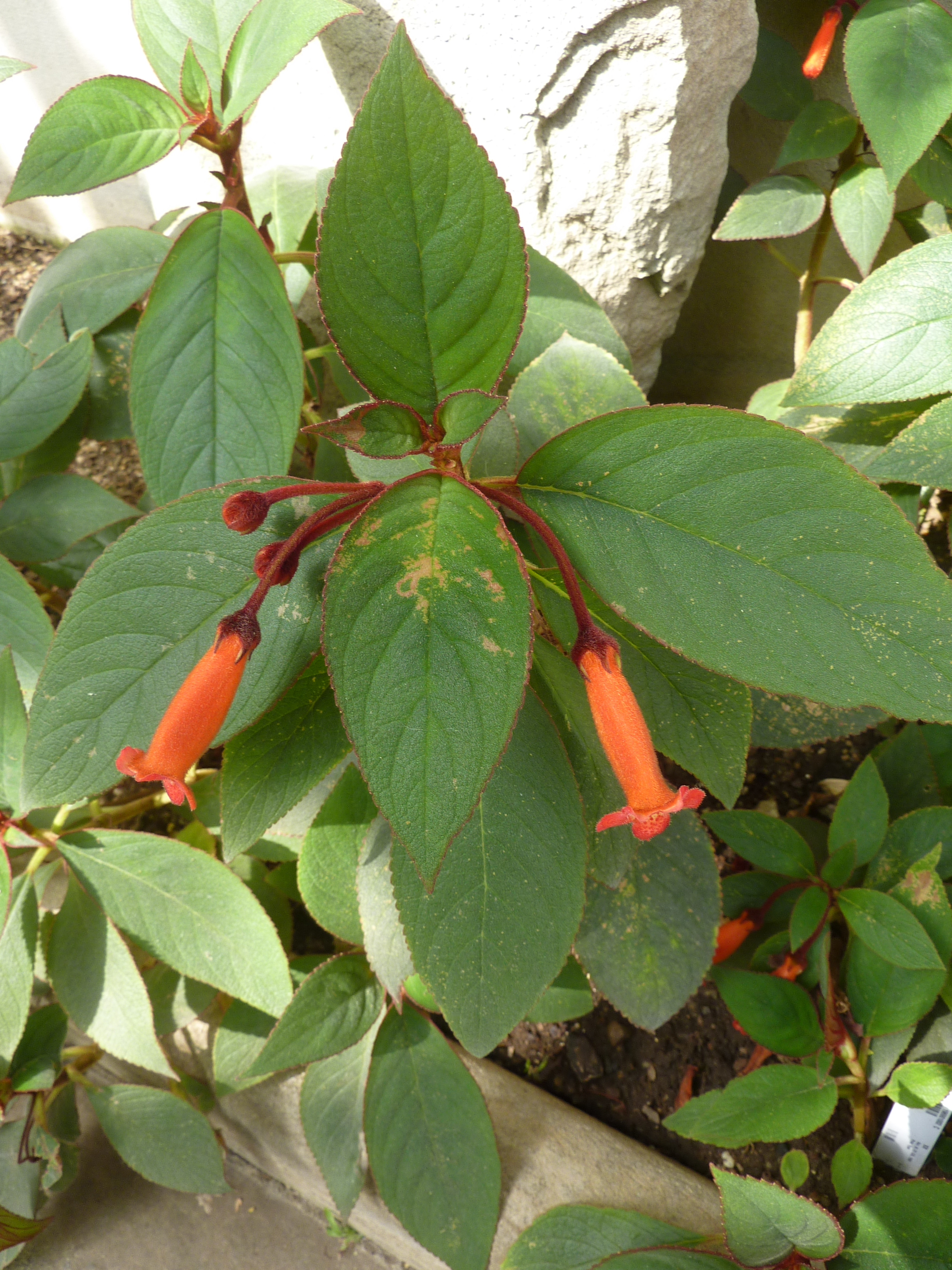
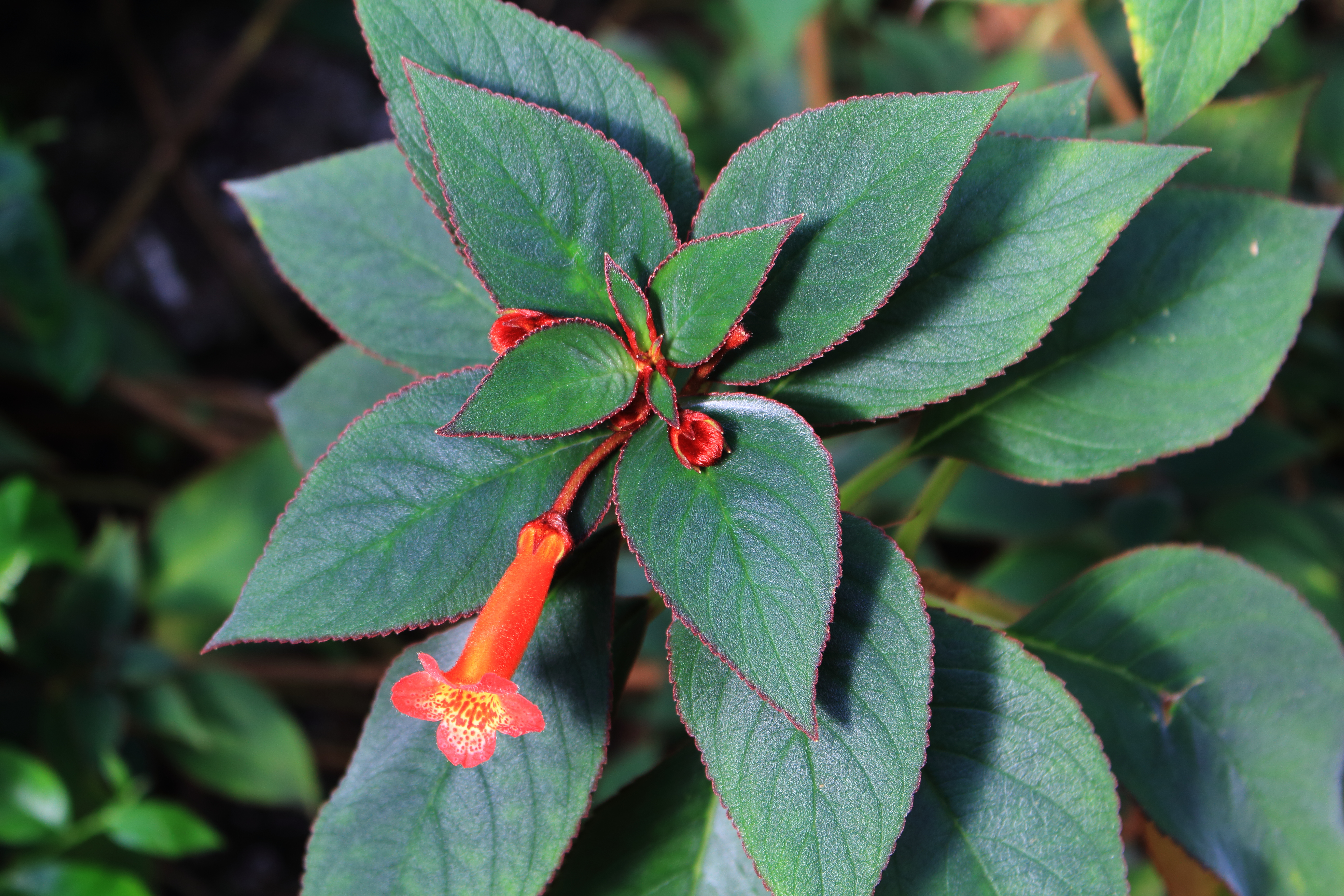
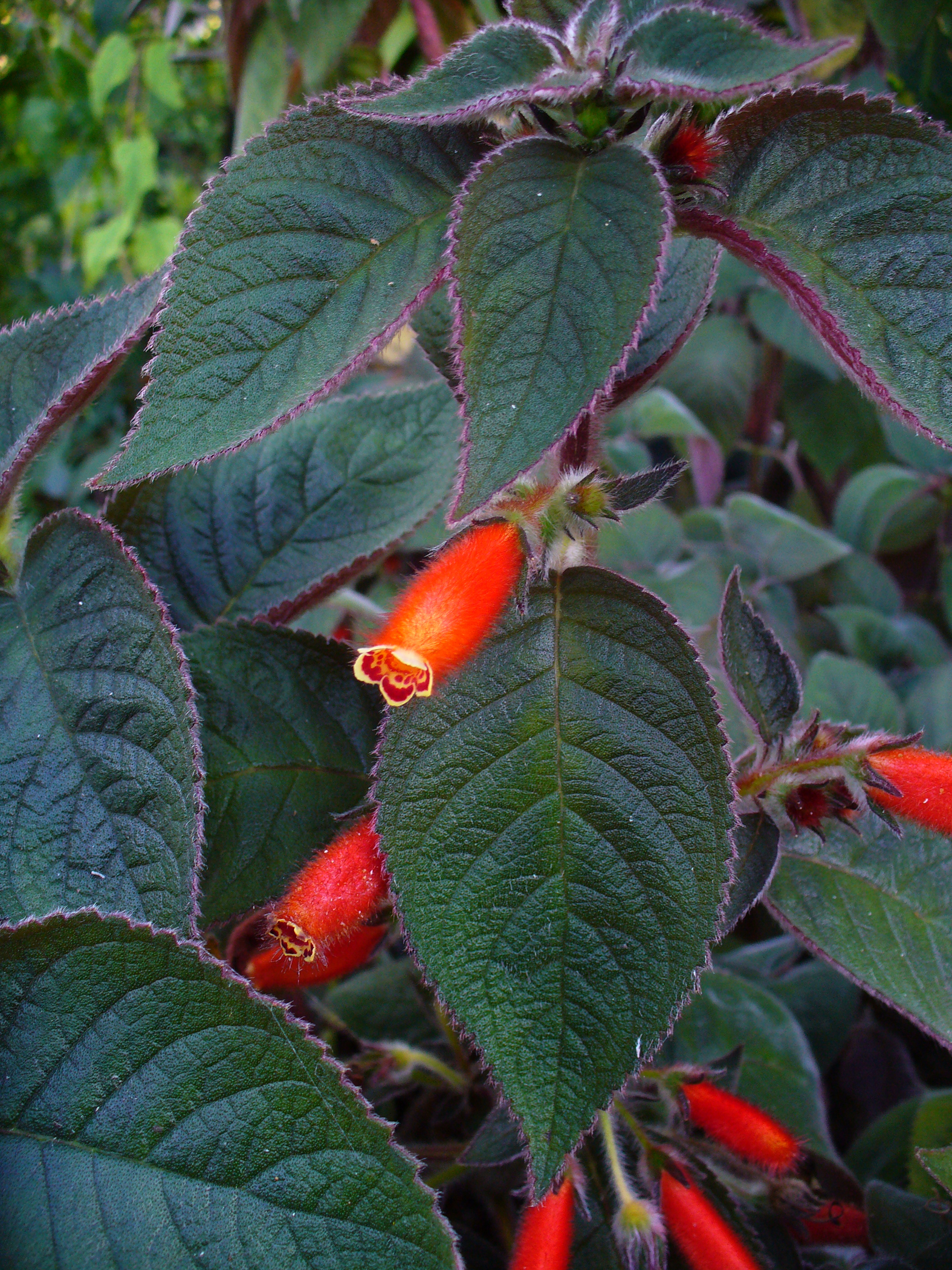